# Hiroyasu Shimizu
Hiroyasu Shimizu –en japonés, 清水宏保, Shimizu Hiroyasu– (Obihiro, 27 de febrero de 1974) es un deportista japonés que compitió en patinaje de velocidad sobre hielo.
Participó en cuatro Juegos Olímpicos de Invierno, entre los años 1994 y 2006, obteniendo en total tres medallas, oro y bronce en Nagano 1998, en las pruebas de 500 m y 1000 m, y plata en Salt Lake City 2002, en 500 m.
Ganó diez medallas en el Campeonato Mundial de Patinaje de Velocidad sobre Hielo en Distancia Individual entre los años 1996 y 2005, y seis medallas en el Campeonato Mundial de Patinaje de Velocidad sobre Hielo en Distancia Corta entre los años 1993 y 2001.

## Palmarés internacional
| Juegos Olímpicos                           | Juegos Olímpicos                | Juegos Olímpicos  | Juegos Olímpicos      |
| Año                                        | Lugar                           | Medalla           | Prueba                |
| ------------------------------------------ | ------------------------------- | ----------------- | --------------------- |
| 1998                                       | Nagano (Japón)                  | Medalla de oro    | 500 m                 |
| 1998                                       | Nagano (Japón)                  | Medalla de bronce | 1000 m                |
| 2002                                       | Salt Lake City (Estados Unidos) | Medalla de plata  | 500 m                 |
| Campeonato Mundial en Distancia Individual |                                 |                   |                       |
| Año                                        | Lugar                           | Medalla           | Prueba                |
| 1996                                       | Hamar (Noruega)                 | Medalla de oro    | 500 m                 |
| 1997                                       | Varsovia (Polonia)              | Medalla de bronce | 500 m                 |
| 1998                                       | Calgary (Canadá)                | Medalla de oro    | 500 m                 |
| 1998                                       | Calgary (Canadá)                | Medalla de bronce | 1000 m                |
| 1999                                       | Heerenveen (Países Bajos)       | Medalla de oro    | 500 m                 |
| 1999                                       | Heerenveen (Países Bajos)       | Medalla de plata  | 1000 m                |
| 2000                                       | Nagano (Japón)                  | Medalla de oro    | 500 m                 |
| 2001                                       | Salt Lake City (Estados Unidos) | Medalla de oro    | 500 m                 |
| 2003                                       | Berlín (Alemania)               | Medalla de plata  | 500 m                 |
| 2005                                       | Inzell (Alemania)               | Medalla de plata  | 500 m                 |
| Campeonato Mundial en Distancia Corta      |                                 |                   |                       |
| Año                                        | Lugar                           | Medalla           | Prueba                |
| 1993                                       | Ikaho (Japón)                   | Medalla de bronce | Clasificación general |
| 1995                                       | Milwaukee (Estados Unidos)      | Medalla de plata  | Clasificación general |
| 1996                                       | Heerenveen (Países Bajos)       | Medalla de plata  | Clasificación general |
| 1999                                       | Calgary (Canadá)                | Medalla de bronce | Clasificación general |
| 2000                                       | Seúl (Corea del Sur)            | Medalla de bronce | Clasificación general |
| 2001                                       | Inzell (Alemania)               | Medalla de plata  | Clasificación general |